# Milano-Torino 1905
La Milano-Torino 1905, quinta edizione della corsa, si svolse il 18 giugno 1905 su un percorso di 150 km. La vittoria fu appannaggio dell'italiano Giovanni Rossignoli, che completò il percorso in 4h57'22", precedendo i connazionali Giovanni Cuniolo e Giulio Tagliavini.

## Ordine d'arrivo (Top 10)
| Pos. | Corridore            | Squadra         | Tempo    |
| ---- | -------------------- | --------------- | -------- |
| 1    | Giovanni Rossignoli  | Bianchi         | 4h57'22" |
| 2    | Giovanni Cuniolo     | Bianchi         | ?        |
| 3    | Giulio Tagliavini    | -               | ?        |
| 4    | Paolo Albertario     | -               | ?        |
| 5    | Giuseppe Ponzio      | -               | ?        |
| 6    | Mario Gaioni         | Bianchi         | ?        |
| 7    | Cesare Brambilla     | Turkheimer      | ?        |
| 8    | Ferruccio Mirancelli | Turkheimer      | ?        |
| 9    | Eberardo Pavesi      | Rudge Whitworth | ?        |
| 10   | Francesco Ambri      | -               | ?        |